# Festiwal Piosenki Żeglarskiej „Keja”
Festiwal Piosenki Żeglarskiej „Keja” – coroczna impreza szantowa organizowana na początku sierpnia we wsi Długie koło Strzelec Krajeńskich. Organizatorem imprezy jest Urząd Miejski oraz Miejsko-Gminny Ośrodek Kultury, Sportu i Rekreacji w Strzelcach Krajeńskich.
Pierwsza edycja imprezy odbyła się w 15 sierpnia 1993 roku z inicjatywy działaczy Ośrodka Turystyczno-Wypoczynkowego Długie (nad jeziorem Lipie) oraz członków Harcerskiego Klubu Żeglarskiego Panta Rhei z Gorzowa, gościem specjalnym imprezy był Marek Szurawski (obecnie Dyrektor Artystyczny Festiwalu). Rok później po raz pierwszy użyto, na cześć napisanej przez Jerzego Porębskiego piosenki „Gdzie ta keja”, nazwy imprezy: „Keja”.
W ciągu lat na scenie festiwalu wystąpiły praktycznie wszystkie liczące się w polskim środowisku szantowym zespoły. W konkursie festiwalowym startowali m.in.: Yank Shipers, Mordewind, Sąsiedzi, Trzy Majtki, Matelot i Wyciągnięci z Mesy. Koncerty gwiazd, prócz tradycyjnie pojawiających się na imprezie Starych Dzwonów, uświetniały m.in. Zejman & Garkumpel, Orkiestra Dni Naszych, EKT Gdynia, Ryczące Dwudziestki, Banana Boat oraz Perły i Łotry.
Patronat mediowy nad festiwalem obejmują m.in. Telewizja Polska, oddziały w Gorzowie Wlkp. i Poznaniu, „Gazeta Lubuska” oraz Radio Zachód. Od 2006 roku w organizacji festiwalu pomaga również Fundacja Współpracy Polsko-Niemieckiej, część funduszy na jego organizację pochodzi z unijnego funduszu PHARE (w ramach euroregionu „Pro Europa Viadrina”).

## Srebrny Poler
Począwszy od 1997 roku zwycięzcy festiwalu przyznawana jest nagroda Srebrny Poler. Zdobywca pierwszego miejsca uzyskuje automatycznie nominację do udziału w Przeglądzie Konkursowym festiwalu „Shanties” w Krakowie.

### Laureaci
Jury pod przewodnictwem Jerzego Porębskiego nagrodziło do tej pory:
- 1997 – Perskie Odloty
- 1998 – Sekstans
- 1999 – DNA
- 2000 – Sailor
- 2001 – KANT
- 2002 – Bra-De-Li
- 2003 – Młode Bra-De-Li
- 2004 – Kochankowie Sally Brown
- 2005 – Bukanierzy
- 2006 – Drake